# 두모포진성
두모포진성(豆毛浦鎭城)은 부산광역시 기장군 기장읍 죽성리에 있는 조선 시대의 수군 진성 터이다.

## 역사
1510년(중종 5)에 축조된 둘레 3만 7500㎡(1,250척), 높이 300㎡(10척) 규모의 석성이다. 왜구의 방어를 위한 경상 좌수영 관하의 수군 진성으로, 병선의 정박과 물자 보급을 위하여 해안에 쌓은 성이다. 1629년(인조 7)에 성을 그대로 두고 영(營)을 부산광역시 동구 수정동으로 옮겼으나, 진의 이름은 그대로 두모포영이라 불렀으므로 구별을 위하여 기장현의 두모포(豆毛浦)란 지명은 두호(豆湖)로 개칭하였다고 한다. 종4품의 수군만호(水軍萬戶)를 두었는데 부산포진의 종3품 수군 첨사의 지휘를 받았고, 병선 16척과 군사 843명을 두었다고 한다.

## 위치
두모포진성은 기장읍에서 죽성리 방향으로 난 도로를 따라가다가 시온그룹을 지나면 왼쪽에 청강천과 접한 오징어 덕장이 나오는데 이 일대에 위치한다.

## 발굴 조사 경위
남쪽의 구릉 정상부와 청강천 가의 평지를 두른 평산성(平山城)이다. 추정 둘레는 약 400m이며, 평면 오각형으로 서북쪽과 동북쪽에 문지가 있었던 것으로 추정되며 잔존 높이는 약 1.5m 내외이다. 성벽의 축조법은 지대석(地臺石)을 설치하고, 지대석 끝에서 20㎝ 안쪽으로 성벽석을 놓았는데 하부는 2.0×1.5m 크기의 대형 판석이며, 상부는 50~70㎝×40~50㎝ 크기의 돌로써 허튼 층 쌓기를 한 뒤 그 안쪽으로는 흙으로 채워 마무리한 내탁식(內托式) 성벽이다.

## 현황
현재 육안으로 확인되는 성벽은 죽성리왜성의 지성 중심부에서 동남쪽으로 능선 끝에서 확인되는 구간과 소름요 뒤편 치성(雉城)에서 북쪽으로 내려가는 기장군 기장읍 죽성리 46-1번지 일대, 그리고 청강천이 굽어지는 곳에서 서남쪽으로 논을 가로질러 축조된 구간이다. 성벽은 대부분 대형의 기단석과 일부 내벽 부분이 확인되는 상태로, 기장군 기장읍 죽성리 662번지와 시온~죽성 간 도로의 곡각지에 축대겸으로 사용되고 있는 민가의 뒤쪽에 있는 성벽이 가장 양호하게 남아 있다.

## 참고 문헌
임진왜란 전 기장현 주변의 해안 방어를 위해 축조된 수군 진성으로, 특히 남쪽 구릉지에 남아 있는 성벽은 죽성리왜성의 지성 성벽으로 이용되는 등 임진왜란 때 일본군의 조선 성벽 이용 사례를 보여 주는 유적이다.